# Welbike

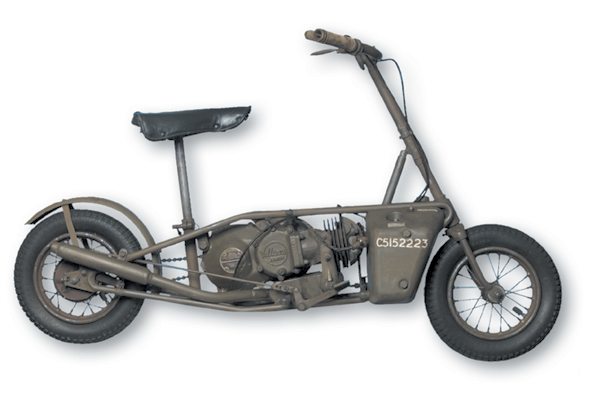
У повністю розкладеному вигляді

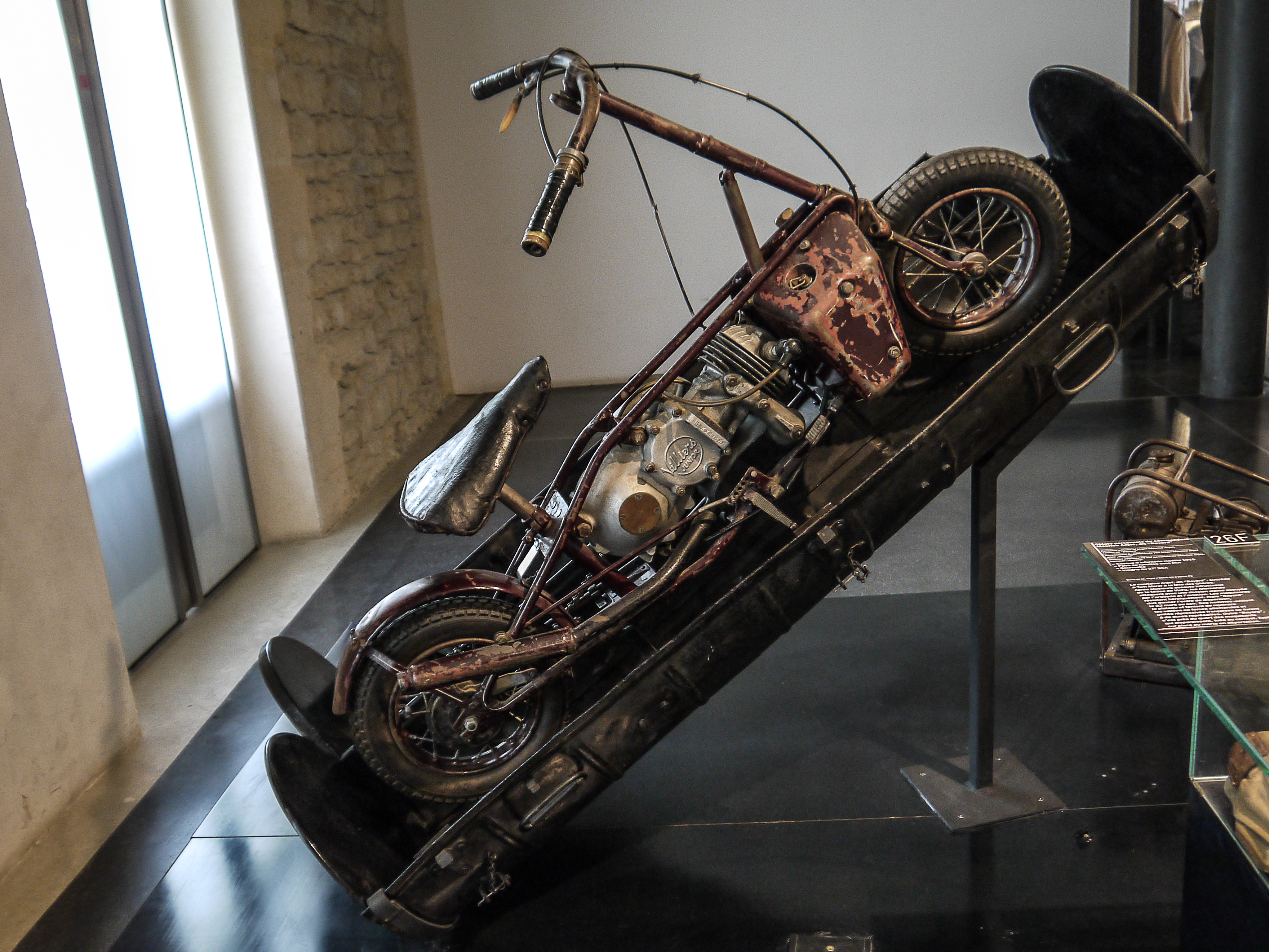
В контейнері, Музей армії

Welbike — легкий військовий складаний мопед.
Розроблений в УСО — британській розвідувально-диверсійній службі, що існувала під час Другої світової війни. В період між 1942 по 1945 рік було випущено 3853 штук, але далеко не багатьом вдалося взяти участь в операціях УСО. Велика частина Welbike була віддана парашутного полку і використовувалася в Арнемі, Нідерланди, під час операції «Маркет гарден». Серед солдатів «Welbike» отримав прізвисько «Famous James (відомий Джеймс)». Він оснащувався 98-кубовим двотактним одноциліндровим двигуном з повітряним охолодженням і одношвидкісною трансмісією. Призначений для використання в спец. операціях, його можна було скинути на парашуті, упакувавши в циліндричний контейнер діаметром 38 см.
Мопед розкладався і заводився за 15 секунд.

## ТТХ
- Вага — 32 кг
- Запас палива — 3.7 літрів
- Швидкість — до 50 км/год
- Запас ходу без дозаправки — 145км
- Об'єм двигуна — 98 кубічних сантиметрів.